# Сарандарис, Йоргос
Йоргос Сарандарис (греч. Γιώργος Σαραντάρης; 20 апреля 1908, Стамбул — 25 февраля 1941, Афины) — греческий поэт, философ и эссеист экзистенциального направления. Литературоведами относится к «поколению 30-х гг.».

## Биография
Сын Димитриса Сарандариса и Малтинды Сотириу. Родители, цаконские греки, поженились в Константинополе. В 1912 — 1931 гг. вместе с семьёй жил в Италии (куда переехали родители по приглашению дяди поэта Панайотиса Сарандариса). Изучал юриспруденцию в университетах Болоньи и Мачераты. В 1930 г. получил диплом, написав диссертацию по теме «Il diritto come norma technica» (итал. «Право как техническая норма»). В 1931 г. приехал в Грецию. Участвовал во Второй мировой войне на албанском фронте; умер от брюшного тифа.
Писал стихотворения на греческом (димотике), французском, итальянском языках. Занимался также теоретической разработкой экзистенциализма под влиянием, прежде всего, Ф. М. Достоевского (напр., в эссе «Η παρουσία του ανθρώπου»). Был знаком со многими литераторами эпохи, например, с Одиссеасом Элитисом.

## Поэтическое наследие
Поэтические сборники:
- «Οι αγάπες του χρόνου» («Любови во времени», 1933);
- «Αστέρια» («Звёзды», 1935).

Проза и эссе:
- «Γράμματα σε μια γυναίκα» («Письма женщине», 1936);
- «Συμβολή σε μια φιλοσοφία της ύπαρξης» («Вклад в философию существования», 1937);
- «Η παρουσία του ανθρώπου» («Пришествие человека», 1938).